# Каспер II
«Каспер» (Ч'а..., Ч'ач'іч) (* 9 серпня 422 — † бл. 487) — другий відомий  володар Баакульського (Баакальського) царства класичних мая.

## Першоджерела
В ієрогліфічних текстах класичних мая міститься дуже мало відомостей про «Каспера», як і про інших ранніх правителів Баакуля. «Каспер» ретроспективно згадується у тексті на Центральній панелі зі збудованого наприкінці 7 ст. «Храму Хреста», з цієї згадки нам відомі дати його народження і воцаріння. Іншим важливим джерелом є так звана «Чаша Каспера» з його портретом. Можливо, «Каспер» названий ще на двох монументах. У тексті на так званій «Панелі К'ан-Токів» повідомляється про те, що «Володар Токтана» у 460 році затвердив на посаді людину на ім'я Ак' («Черепаха»). Відомі дослідники Вернер Нам та Ніколай Грюбе припускали, що «Каспер» згадується також на Притолоці 18 з Йашчілана, але ця гіпотеза є дуже спірною. 

## Ім'я

Логограма «Ч'іч» (зліва) та головний знак іменного ієрогліфа «Каспера» (справа).

Наразі неможливо точно сказати, яким було справжнє повне маянське ім'я другого Баакульського царя, оскільки вченим поки не вдається розшифрувати його іменний ієрогліф. На сьогодні можна лише впевнено стверджувати, що префікс зліва від головного знака ієрогліфа безперечно читається як «Ч'а», проте читання власне головного знака невідоме і, ймовірно, не буде встановлено доти, поки не пощастить знайти його фонетичної заміни (тобто такого написання імені, коли логограма, що позначає ціле слово, замінюється кількома знаками, котрими позначаються окремі склади). Тому для позначення цього правителя доводиться або писати лише префікс Ч'а і ставити три крапки, або використовувати різні умовні прізвиська. Девід Келлі називав другого царя Баакуля «11 Кролик», оскільки його дата народження 11 Ламат збігається з «Днем Кролика» у календарях народів Мексиканського нагір'я. Проте найбільшого поширення в англомовній науковій літературі набуло прізвисько «Каспер», запропоноване Флойдом Лаунсбері через зовнішню подібність іменного ієрогліфа Ч'а та відомого «дружелюбного привида» з дитячого мультсеріалу.  Серед інших спроб прочитання імені «Каспера» слід окремо згадати гіпотезу російського дослідника Дмитра Беляєва. Він звернув увагу на те, що головний знак іменного ієрогліфа «Каспера» на Центральній панелі з «Храму Хреста» дуже схожий на логограму «Ч'іч», «Кров», від якої він відрізняється лише трьома паралельними вертикальними рядами крапок. Беляєв припустив, що головний знак іменного ієрогліфа є одним з варіантів логограми і запропонував повне читання імені «Ч'ач'іч» (префікс «Ч'а» + логограма «Ч'іч»). Читання Дмитра Беляєва стало поширеним у наукових роботах, особливо російських маяністів. Однак нещодавні знахідки (особливо напис з Храму XXI) свідчать, що головний елемент імені «Каспера», очевидно, насправді є лише частиною знака, який у повній формі має вигляд голови бога з даним елементом у роті. Версія ж з «Храму Хреста» — скорочене написання за принципом «Частина дорівнює цілому».
Таким чином, повне ім'я другого правителя Баакульського царства поки що невідоме. У науковій літературі його найчастіше називають Ч'а…, Ч'ач'іч або «Каспер».
Історичного Баакульського царя «Каспера» не варто плутати з міфічним царем, який мав таке саме ім'я. Цей «ранній Каспер» нібито здійснив ритуал у 252 році до н. е. З цієї причини та з метою розрізнення «історичного Каспера» також іноді називають «Каспером II».

## Правління
«Каспер» народився 9 серпня 422 року і був коронований 10 серпня 435 року. Таким чином, він став царем дуже рано, у віці 13 років. В історії Баакуля ми знаємо лише один випадок воцаріння у більш ранньому віці — К'ініч-Ханааб-Пакаль розпочав своє правління у 12 років. 11 грудня 435 року юний цар здійснив церемонію на честь закінчення попереднього та початку нового «бак'туна» («400-ліття»)-дуже важлива подія у світогляді і космології мая.
Урочистості з нагоди нового «бак'туна» відбувалися у Токтані. Як і його попередник К'ук'-Балам I, «Каспер» мав титул «Священний Володар Токтана». 
У тексті на «Панелі К'ан-Токів» повідомляється про затвердження на посадах царями Баакуля «К'ан-Токських володарів» — імовірно, впливових сановників або правителів якоїсь залежної території. Одне з таких затверджень відбулося в дату, яку Пітер Метьюз та Гільермо Берналь Ромеро реконструюють як 9.0.9.5.9, 3 Мулук 17 Муван (10 лютого 445 року). Ім'я особи, що вступила на посаду, Стенлі Гюнтер реконструює як К'ак'-Чаак. Ім'я «Володаря Токтана», який затверджував на посаду, не збереглося, але з дати зрозуміло, що це «Каспер». Інший «К'ан-Токський володар» на ім'я Ак' («Черепаха») вступив на посаду під покровительством «Каспера» в день 9.1.5.5.11, 6 Чуен 19 Сак (20 листопада 460 року). Гільермо Берналь Ромеро на підставі своєї версії читання лівої частини ієрогліфа В10 «Панелі К'ан-Токів» висунув гіпотезу, що ще один «К'ан-Токський володар» був молодшим братом «Каспера».

## «Чаша Каспера»

Портрет на «Чаші Каспера». Імовірно, портрет самого «Каспера»

Серед відомих нам джерел про другого царя Баакуля слід окремо виділити «Чашу Каспера» — зроблену з алебастру вазу, що, імовірно, використовувалася «Каспером» як сосуд для пиття. На чаші зберігся напис «йук'іб ч'ок ч'a-? к'ухуль Баакуль ахав», «чаша царевича Ч'а…, божественного володаря Баакуля». Ця чаша є першим і поки що єдиним відомим предметом, що містить написи епохи перших Баакульських правителів. Усі інші наші джерела про життя та діяльність перших царів датуються не раніше ніж другою половиною 7 ст. і згадують їх ретроспективно. Лінда Шиле на підставі відсутності ранніх написів робила припущення, що перші царі насправді були правителями звичайного «села», котрих пізніше безпідставно прославили у написах їхні нащадки. Тому «Чаша Каспера» важлива не лише як підтвердження історичного існування даної особи. Художня майстерність, з якою її було виготовлено, засвідчує, що вже у 5 ст. Баакульські царі стояли на чолі цілком повноцінного державного утворення. Цікаво, що в написі на чаші «Каспер» названий «Володарем Баакуля», саме так пізніше будуть титулуватися його нащадки. У текстах на панелі з «Храму Хреста» і «Панелі К'ан-Токів» він має «токтанський» титул.
На «Чаші Каспера» привертає до себе увагу зображена на ній особа з бородою. В іконографії класичних мая борода є нетиповою варварською рисою, ознакою чужинців. Якщо чаша дійсно належала «Касперу», то логічно припустити, що на ній міститься його портрет. Американський епіграфіст Девід Стюарт в одній зі своїх книг висловив думку, що «Каспер» зображений з бородою, оскільки досяг похилого віку. Але цій гіпотезі суперечить той факт, що в написі на чаші «Каспер» названий «ч'ок», що означає «юний», а також «царевич». Сумнівно, що володаря назвали б «юним», якби хотіли підкреслити його поважний вік. Тому вірогіднішою видається версія Дмитра Беляєва, що борода вказує на чужеземне походження династії Токтана-Лакамхи.  Головний убір «особи з бородою» також не властивий для мая і нагадує «мозаїчні шоломи» Теотіуакана. Це могутнє місто-імперія у центральній Мексиці мало тоді суттєвий вплив на політичне життя держав мая. Зокрема за підтримки військової сили Теотіуакана було змінено правительську династію Мутульського царства зі столицею в Тікалі. Тому немає нічого неможливого в тому, що Теотіуакан міг сприяти затвердженню нової династії і в Баакулі, хоча безпосередні докази цього відсутні.

## Смерть
Дата смерті «Каспера» невідома, однак його наступник Буц'ах-Сак-Чіік «сів на володарювання» у день 9.2.12.6.18, 3 Ец'наб 11 Шуль (29 липня 487 року). Тому можна припустити, що «Каспер» царював понад 50 років і його правління було одним з найдовших в історії царств класичних мая.